# Песьяне (Петуховський округ)
Песья́не (рос. Песьяное) — присілок у складі Петуховського округу Курганської області, Росія.
Населення — 57 осіб (2010, 142 у 2002).
Національний склад станом на 2002 рік:
- росіяни — 96 %